# Laurence Schwab
Pour les articles homonymes, voir Schwab.
Laurence Schwab, né le 17 décembre 1892 à Boston et mort le 29 mai 1951 à Long Island, est un producteur de théâtre et de cinéma, également auteur.

## Biographie
Né à Boston, il fait ses études à l'Université Harvard.
Son premier succès est en tant que coproducteur de la comédie musicale The Gingham Girl en 1922.

## Théâtre

### Auteur
- Queen High (1926), adapté d'une pièce d'Edward Peple
- Good News (1927)
- The New Moon (1927), coauteur
- Follow Thru (1930), coauteur
- Take a Chance (1932), coauteur

### Producteur
- 1922 : The Gingham Girl
- 1931 : America's Sweetheart

## Filmographie

### Scénariste
- 1929 : Le Chant du désert (The Desert Song), coscénariste
- 1930 : Follow Thru, adaptation de sapièce, également producteur
- 1930 : Bonnes Nouvelles (Good news) coauteur
- 1930 : Queen High, adaptation de sa pièce
- 1940 : L'Île des amours (New Moon)
- 1944 : I Won't Play
- 1947 : Vive l'amour (Good News) adapté d'une pièce dont il est coauteur
- 1953 : The Desert Song adapté d'une pièce dont il est coauteur

### Réalisateur
- 1933 : Take a Chance, coréalisateur avec Monte Brice